# 마드리드 육상 대회
마드리드 육상 대회(Meeting de Atletismo Madrid)는 스페인 마드리드에서 해마다 열리는 국제 육상 경기 대회이다. IAAF 월드 챌린지에 속한 열네 개 대회 중 하나이다.